# 小林完吾
小林 完吾（こばやし かんご、1932年4月27日 - ）は、日本のアナウンサー、ニュースキャスター、司会者、ジャーナリスト、タレント。CMにも出演。愛称は「完吾さん」。
1960年2月6日、ラジオ南日本（現在の南日本放送）に入社し、放送業界に入った。1963年9月2日、日本テレビ放送網に移籍した。1992年4月、日本テレビ放送網を定年退職した。フリーアナウンサーとなり、オフィスこばやしを立ち上げた。

## 来歴
神奈川県鎌倉市出身。6人兄弟（兄2・姉2・弟）の5番目で三男である。両親はともに東京都出身である。祖父は洋画家の小林萬吾、母方の祖父は医学博士の中島譲吉である。親戚には元九州朝日放送アナウンサーで現在の福岡市長である高島宗一郎がいる。
1〜2歳のころ、医者に「助からない」と宣告された重い肺炎を患う。
神奈川県立師範学校附属小学校（現・横浜国立大学教育学部附属鎌倉小学校）では、いじめにより登校拒否となる。
神奈川県立湘南高等学校に入学したが勉強について行けず、すぐに登校しなくなり1年で中退、進駐軍のハウスボーイになる。その一方で、飲み屋をうろつき回り、喧嘩をするなどの不良行為を行っていた。また、高校在学中に江藤淳や辛島昇、吉野壮児らと友人となった。
米軍キャンプでのアルバイト中に上司から叱責を受けたのがきっかけで、再起のため湘南高校の定時制課程に入学した。国立横浜病院病理研究室病理助手解剖担当、歯科医院助手、肥料問屋の丁稚として働きながら学び、夜学に少しでも活気があればと応援団を結成し、自ら応援団長を務め、さらに生徒会長も務めた。
高校卒業後は國學院大學文学部日本文学科へ進学。大学2年時に自殺未遂事件を起こしたが、立ち直ることを決意した。教員資格を取得したものの、1955年頃、教育実習先の中学校で「そろそろ教師に対する反発が始まりかけていた学生達の目を見てみると、やるならやってやろうじゃないか、という気持ちが高まって冷静な気持ちでいられなかった。教員室の中では先生同士の偽善的な雰囲気が我慢できなくて、同僚の教師にも、上司の校長先生に対してもいい顔をして右往左往している教頭先生を見て、一週間同じ職員室にいたら殴り合いになると思う。」と教員にはならなかった。アナウンサーになった女性の先輩から声を褒められたことがきっかけで、アナウンサーを志した。

### 南日本放送時代
大学卒業時には28歳で、就職試験の年齢制限で内定にもありつけず、1960年2月6日に鹿児島県のラジオ南日本にラジオアナウンサーとして入社した。その際、「これで母を喜ばせる。」と内心思ったものだった。宮田輝、高橋圭三、藤倉修一、長島金五といったNHKスターアナウンサーの全盛時代に『サンデージュークボックス』のディスクジョッキーでアナウンサーとして放送界にデビューし、新人アナウンサーとしては破格の担当でもあった。主にニュース、音楽番組DJを担当した。地方農業番組『明けゆく農村』では担当する際には地元を知るためにあえて志願したという。
1962年3月9日に南日本放送同期入社のテレビ技術者の愛子と出会い、結婚した。山形屋で挙式した
。
1963年3月、先輩から日本テレビへの移籍話があった。しかし、移籍が決まらないまま同年5月に南日本放送を退職した。

### 日本テレビ時代
日本テレビにスカウトされ、1963年9月2日にニュースアナウンサーとして中途入社する。日テレ移籍後、最初の担当番組は相撲中継だったが、「お前がやると歌舞伎中継になる」と担当から外された。
『けさの訪問』などのインタビュアーを経て、1974年から『NNNきょうの出来事』のメインキャスターに就任した。歯切れの良い口調とスマートさで人気を博し、日本テレビのスターアナウンサーとなる。独特の低音による「あ、さて」の名調子で知られた。同番組では、櫻井よしこと深夜の時間帯に落ち着いたニュースを伝え、地味ながらも次第に幅広い支持を受け、根強いファンを得るに至った。またTBSテレビ『クイズダービー』にはNNNきょうの出来事として櫻井と組んで出場している。
1983年2月、アナウンス部次長待遇の時に当時同部課長でもあった徳光和夫と共に、日テレの『おもしろまじめ放送局』（おもしろ：徳光、まじめ：小林）キャンペーンキャラクターとして起用され、一躍茶の間の人気者となり、脚光を浴びる。4月5日には局のアナウンサーでありながら『笑っていいとも!』（フジテレビ）の人気コーナー「テレフォンショッキング」にも、楠田枝里子からの紹介で徳光と共に出演した。『おもしろまじめ放送局』のまじめアナウンサーとして出演したことが評価され「ゆうもあ大賞」を受賞した。おもしろまじめとは生真面目さが笑いを招く人間でもあったが、小林は後年、「おもしろまじめはあくまでも虚像です。」と語っている。
1985年にはイギリスのロック・ミュージシャン、ポール・ハードキャッスルのヒット曲「19（Nineteen）」の日本語リミックス版（Extended Japanese Mix）において「ベトナム戦争では…」という小林のナレーション音声がサンプリング音源として使用され、話題となった。
『NNN日曜夕刊』、『NNN JUST NEWS』、『NNN昼のニュース』のメインキャスターを務めた他、バラエティ番組『禁断!イモリ帝国』も担当した。
1990年には日本テレビが提携に関わった映画『良いおっぱい悪いおっぱい』に出演した。
アナウンサーとしての活動の傍ら、自分の体験談を元にいじめや非行などに悩む少年と親を対象とした講演活動を始める。愛子との間に1男1女がいる。1980年1月27日に長男はダウン症を持って生まれたが、5月10日に細気管支炎により生後105日（約3か月）で死去した。ダウン症の長男の誕生と死は小林一家にとって非常に重要な体験となった。長女は埼玉県立豊岡高等学校を経て跡見学園短期大学を卒業し、会社員として過ごしていたが、一念発起し北里大学医療衛生学部に入学。言語療法士（現在の言語聴覚士）の資格を取得し、卒業後は横浜市立大学附属市民総合医療センターに勤務。患者の治療とカウンセリングに当たった。長女が長男の死と家族の体験を医療に役立てたいという一家の夢を叶えたことは小林にとっても喜びであり、トーク番組『いつみても波瀾万丈』（1994年10月16日放送）、講演等で度々話題にしている。その長男への思いを綴った手記『優しさをありがとう』、『愛、見つけた』を出版した。
日本テレビ在職中、局舎の近所にある大野屋酒店で商品を購入する際にも解説をしながら購入していた。

### フリー転身後
1992年4月27日、日本テレビアナウンサーの主催で日本テレビ定年退職記念パーティー「アナウンサー34年ご苦労さま 完吾さんの誕生日を祝う会」を開催、この日に編成局アナウンス部チーフアナウンサー兼副参事を最後に日テレを定年退職し、フリーとなる。埼玉県入間市に個人事務所・オフィスこばやしを立ち上げた（代表・マネージャー・経理・運転手は妻の愛子）。音楽番組『今夜も歌わナイト!』の司会等でのテレビへの出演、ダウン症の長男を持った経験から医療への関心が高く、引き続き教育・福祉問題に関する講演活動で全国を回ったほか、執筆活動、がんばらない介護生活を考える会賛同者、広島県立保健福祉短期大学客員教授も務めた。
テレビドラマ『静かなるドン』に出演した際、小林の演ずる近藤勇足は主役の中山秀征の父親で関東最大の暴力団「新鮮組」二代目組長。第1話で新鮮組に対立する組織に射殺され、主役の中山が三代目を世襲するという設定であった。実際には勇足が殺害されるシーンはなく、第2話以降は遺影としての出演とアナウンサーとしてオープニングナレーションも担当する。日テレを定年退職後にフリーとなってからは、ビデオ映画、NHK時代劇と2度の出演依頼があったが、いずれも「役者じゃないから」と辞退していた。3回目の役者としての出演依頼となった『静かなるドン』は放映局が古巣の日テレとあって快諾した。小林自身は堅物というイメージが強かったが、「僕はヤクザ映画が大好き。一度は親分役をやってみたかった。憧れのドンになれるならと思い切って挑戦した。修羅場を想像して、どう倒れようとか、凄絶な死に様を演じようとか、あれこれ考えていた。こんなに簡単に終わってしまうとは、思いもよらなかった。もう少し生きていて芝居をしたかった。」と振り返っている。収録の際に背中の入れ墨に感激し、撮影後に「背中の入れ墨を落とさずに帰宅し家族に見せた。」と照れ笑いしたという。役に扮した遺影の写真には「記念にもらった。僕の本当の葬儀でも遺影に使うよ。」と笑顔で話していた。
1996年10月、伝通院での講演中に脳出血で倒れるが、一命を取りとめる。小林には高血圧の持病があり、ストレスがかなり影響したとみられている。発病直前の生活については、脳卒中の家系だったので、血圧は常に気にしていた。ほとんど毎日が晩酌をしている。食事は塩辛い物と脂っこい物が大好き。
1997年6月には自動車の運転免許を取得し、厚生省脳卒中検討会委員も務めた。
講演会の最初に司会者が小林を紹介し終わると、早速小林は「私は、人様が紹介してくれることには口を挟むのは嫌な方だから黙っているが、ただ小林先生というのは勘弁して下さい。小林完吾だけで結構です。」と語ったエピソードがある。教職大会での講演依頼もあり、「無垢な子供たちの心に、どういう人格を育ててみたいのかをぜひ聞いてみたい」と、なぜ教職を選んだのか問いかける。
1998年5月、大腸憩室炎せん孔で手術入院した。5月9日に退院した。
2001年4月には脳卒中（脳梗塞）で倒れ、リハビリ生活を送った。現在は回復し、その経験を各地で講演している。

## プロフィール
- 血液型はA型[55]。
- 声種はバリトン[56]。

## 出演番組

### 南日本放送
- サンデージュークボックス（1960年）ディスクジョッキー[23]
- 明けゆく農村[23]
- 郷土を豊かに[23]
- バンド・タイムディスクジョッキー[23]
- 城山スズメ「今週のベスト3」[注 2]
- 2時ですこんにちはリポーター[23]
- 毎時間のニュース[23]

### 日本テレビ
報道・情報番組の出演経歴
| 期間                              | 期間                               | 番組名                                    | 役職                   | 担当日     | 備考                                     |
| --------------------------------- | ---------------------------------- | ----------------------------------------- | ---------------------- | ---------- | ---------------------------------------- |
| 1965年4月4日                      | 1974年3月31日                      | NNN日曜夕刊                               | キャスター             | 日曜日     |                                          |
| 1969年9月30日                     | 1970年3月26日                      | 奥さまハプニングサロン                    | 司会                   | 火・木曜日 | 月・水・金曜日は久保晴生が担当           |
| 1974年4月1日                      | 1979年3月30日                      | NNNきょうの出来事                         | キャスター             | 平日       |                                          |
| 1979年4月2日                      | 1980年3月28日                      | NNNきょうの出来事                         | キャスター             | （交替制） | 久保と交替で担当                         |
| 1980年4月2日                      | 1980年6月27日                      | NNNきょうの出来事                         | キャスター             | 水～金曜日 |                                          |
| 1980年7月3日                      | 1981年3月27日                      | NNNきょうの出来事                         | キャスター             | 木・金曜日 |                                          |
| 1981年3月30日 および 1984年4月2日 | 1983年3月30日 および 1985年3月27日 | NNNきょうの出来事                         | キャスター             | 月～水曜日 |                                          |
| 1985年4月1日                      | 1988年3月31日                      | NNNきょうの出来事                         | キャスター             | 月～木曜日 |                                          |
| 1987年10月1日                     | 1997年9月30日                      | ncnニュース（日本テレビケーブルニュース） | キャスター             | （交替制） | 同局を定年退職後もフリーとして出演を継続 |
| 1983年4月4日                      | 1984年3月30日                      | NNN JUST NEWS                             | キャスター             | 平日       |                                          |
| 1988年4月4日                      | 1990年3月30日                      | NNN昼のニュース                           | キャスター             | 平日       |                                          |
| 1988年4月4日                      | 1992年3月27日                      | 読売新聞ニュース                          | キャスター             | （交替制） |                                          |
| 1988年4月4日                      | 1994年3月31日                      | 追跡                                      | 影の声兼青島幸男の代役 | 平日       | 同局を定年退職後もフリーとして出演       |
| 1989年1月8日                      | 1989年3月26日                      | 独占!TV会見                               | 司会                   | 日曜日     |                                          |

バラエティ・特別番組の出演経歴
- 素敵なママ（1964年）司会[23]
- けさの訪問（1965年）インタビュアー[23]
- けさの顔インタビュアー[5]
- 映画への誘い（1967年 - 1968年）司会[23]
- NTV紅白歌のベストテン（1969年 - 1981年）ウソ発見器ナレーター、代理本部進行役等。
- お茶の間エコノミー（1970年）司会[23]
- 手紙-殺しへの招待-（1975年）ワイドショーの司会 役
- 宗教の時間（1978年）ナレーション、インタビュアー[23]
- アメリカ横断ウルトラクイズ（1981年、1983年）コンピュータ予想
- 俺はご先祖さま 第5回「バレたか?!ミミの正体」（1982年）
- ザ・トップテン（1981年 - 1986年）エレクトリック上司：小倉淳の休養時に出演[注 4]。
- テレビに出たいやつみんな来い!!（1982年）オープニングナレーター
- テレビから生まれた歌・30年!（1983年8月28日、特別番組）司会
- 木曜スペシャル 目撃者、私はそこにいた テレビ報道30年の歩み（1983年11月17日）司会[58]
- 第1回全国高等学校クイズ選手権（1983年12月31日）[59]スタジオ司会
- なぜか、ドラキュラ（1984年）
- 何かとワイド面白地球（1984年、ANB）クイズ回答者
- 完吾と典子の愛見つけた（1985年、ラジオ日本）パーソナリティー：娘と担当[60]。
- 刑事物語'85 最終話「金!悪徳商法の陰にいた女」（1985年）
- 第6回全国高等学校クイズ選手権（1986年8月27日）事前番組司会
- 禁断!イモリ帝国[23]
- 劇的空間 サイバネスティック・ニュース（1992年）人気キャスター 役[23]

### フリー
- 今夜も歌わナイト!（1992年10月2日 - 1993年3月26日、日本テレビ）司会[61][62]
- ゴールデンボーイズ 1960笑売人ブルース（1993年8月24日、日本テレビ）[63]
- 平成教育委員会（フジテレビ）解答者
- FNS1億2,500万人のクイズ王決定戦!（1993年9月29日、フジテレビ）第3ラウンド（準決勝）コメンテーター
- クイズ!年の差なんて（1993年10月 - 1994年3月、フジテレビ）解答者
- 静かなるドン（1994年10月21日 - 1995年3月17日、日本テレビ）近藤勇足 役、オープニングナレーション
- ダウトをさがせII「ダウト三面記事」（TBS・毎日放送）ニュースキャスター
- 体に効くテレビ（1995年4月 - 9月、テレビ東京）司会
- バイオグラフィー（ヒストリーチャンネル）日本語版ナビゲーター
- 天国のポスト（2005年10月 - 2006年9月、SBCラジオ）パーソナリティー[64]

## 出演映画
- 良いおっぱい悪いおっぱい（1990年）井上五郎 役[34]

## 出演CM
- 白子、お茶漬けサラサラ（ナレーション）
- ジャストシステム、日本語ワープロソフト一太郎（ナレーション）
- 日立マクセル
- 旧P&G・日本ヴィックス、ヴィックスドロップ：吉村作治と共演。
- 日本通運、企業「EC」（1992年）[65]

## その他
- 信用金庫・全信連

## ビブリオグラフィ
著書
- 愛、見つけた 小さな命の置きみやげ（1983年、二見書房）
- 愛、ふたたび 辛い命を支える人たち（1985年、二見書房）
- 優しさをありがとう この愛、こだまして（1991年、廣済堂出版）
- この愛、こだまして すべてのいのちに優しさを（1992年、廣済堂出版）：後述の『小説city』に連載された内容を追加対談・加筆修正して再構成したもの。
- いのち、生まれ・生き・老いて（1992年、エルゼビア・ジャパン）

共著
- 愛あればこそ 在宅介護した1600日の看老記（1996年、講談社）：妻の愛子と。

雑誌連載
- 週刊読売（1983年 - 1984年）「リレー対談 おもしろまじめアナのちょっトーク」
- 小説city（1991年1月号 - 12月号、廣済堂出版）「完吾の『優しさありがとう』対談」

雑誌記事
- 「夫婦の階段 小林完吾×愛子」『週刊朝日』第102巻第27号、朝日新聞社、1997年6月20日、114-117頁。